# Тсенгоні
Тсенгоні́, Тсенґоні (фр. Tsingoni) — муніципалітет у Франції, в заморському департаменті Майотта. Населення — 9200 осіб (2007).
Муніципалітет розташований на відстані близько 8200 км на південний схід від Парижа, 14 км на захід від Мамудзу.